# Шеховцов Дмитро Ігорович
Дмитро́ І́горович Шеховцов (нар. 8 квітня 1995, Авдіївка, Донецька область) — колишній український футзаліст.

## Біографія
Футболом начал займатися в «Моноліті» (Авдіївка). Перший тренер — Михайло Михайлович Віблов. 
З вересня 2009 року почав займатися футзалом в луганському «ЛТК». Перші футзальні тренери: Валерій Валентинович Туркін і Андрій Валерійович Скоморохов.
2014 року перейшов до «Титан-Зорі» (Покровське).
17 жовтня 2020 року у Херсоні у матчі 9 туру Favbet Екстра-ліги Продексім — «ДЕ Трейдинг» зазнав важкої травми. Після консультацій у Києві із провідними фахівцями з травматології та хірургії вирішив завершити ігрову кар'єру.

## Нагороди і досягнення

### Командні
«Титан»
- Екстра-ліга
  -  Бронзовий призер (1): 2017/18

 «ДЕ Трейдинг»
- Перша ліга
  -  Переможець (1): 2019/20

## Цікаві факти
- Навчався у авдіївській загальноосвітній школі №7
- Жив в одному будинку з колишнім гравцем збірної України з футзалу Сергієм Ситіним[3]